# Campeonato Amazonense de Futebol - Segunda Divisão
O Campeonato Amazonense de Futebol da Segunda Divisão começou a ser disputado junto com a criação do estadual em 1914, devia-se ao fato dos clubes terem dois times ou clubes "novos" não terem prestigio pra jogar a Liga principal. A segunda divisão existiu por grande parte do amadorismo quando o campeonato estadual do Amazonas, em seu ápice, possuía um grande número de clubes participando. Chegou-se ao número de mais de vinte (20) clubes filiados a FADA. Com o intuito de prestigiar a primeira divisão, foi promovida a divisão, além dos "Segundos Quadros" dos clubes da primeira divisão, muitos clubes de bairro participaram do torneio até a sua extinção antes do profissionalismo.
Com a instalação do profissionalismo, muitos clubes não tiveram condições de continuar e se desfiliaram, e o baixo número de equipes profissionais em atividade, o campeonato da segunda divisão amazonense deixou de ser disputado. Em 2007, 45 anos depois do fim do torneio, o campeonato passou a ser disputado novamente, usando do sistema de acesso e rebaixamento. Em 2014 a Série B foi novamente inativada.

## Histórico
A segunda divisão do Campeonato Amazonense teve sua origem em 1914, disputada por equipes menos prestigiadas e também pelos mesmos clubes da primeira divisão, só que estes jogavam com os times "B", ou "segundos quadros" como era comum na época, a disputa durou bastante tempo, a maior prova disso é que clubes tradicionais que ingressavam após os dois primeiros torneios, só chegavam à primeira divisão depois de disputar o "Segundo Escalão". Um exemplo é o Fast Clube fundado em 1930, que ganhou a segunda divisão em 1931 e estreou na divisão principal em 1932. Porém, poucos registros existem deste período.
Em 1958 a divisão foi reformulada oficialmente para clubes de menor condição que inchavam a primeira divisão de W.O. por não terem condições de bater de frente com os mais fortes da época. A segunda divisão durou até 1962 quando o amadorismo já estava acabando e os clubes já tinham de pagar pequenos salários e bichos a seus jogadores.
Em 2007 a segunda divisão foi recriada e com ela se profissionalizaram novos clubes, porém, seus públicos ainda eram muito pequenos, com a presença do time B do Nacional, que chegou à final com determinada facilidade, enfrentando o Holanda, mas acabou perdendo o título, e como o clube não poderia receber a vaga do acesso, repassou-a ao CEPE.
Diferentemente do Nacional, o Rio Negro disputou a segunda divisão como rebaixado da primeira divisão de 2008, disputou no mesmo ano e foi campeão dos dois turnos, na edição que contava ainda com o Penarol e o time B do São Raimundo. O clube alvinegro voltaria a disputar em 2010 chegando ao acesso e vice-campeonato, após vencer o segundo turno e perder a final para o Operário. Em 2014 a história se repetiu e o Galo da Praça da Saudade, após vencer o primeiro turno e perder o segundo, perde para o Operário e é vice campeão da Segundona do Barezão. Em 2015 é anunciada a extinção (ou melhor, a inativação por tempo indeterminado) da Série B do Campeonato Amazonense, dando lugar à Copa Amazonas de Futebol e com a Primeira Divisão contando com 15 times.
Em 2017 a segunda divisão retorna agora como fase preliminar do campeonato amazonense, indicando o campeão e o vice a primeira divisão do estadual a competição nesses novos moldes teve como primeiro campeão o Holanda-AM, que teve o titulo oferecido pelo Penarol-AM como homenagem póstuma a Leão Braúna, então presidente do Holanda-AM, que veio a falecer ás vésperas da grande final, além de ser presidente do Holanda-AM, Leão Braúna foi um grande colaborador do futebol no Amazonas.

## Campeões

### Fase Amadora
- Os clubes marcados com asterisco foram campeões com seu segundo quadro. De 1914 até parte dos anos 30, o Campeonato da Segunda Divisão era disputado também pelos times dos chamados "Segundos quadros" dos clubes da Primeira Divisão.
- É conhecimento geral que durante todo o amadorismo foi disputada a Segunda Divisão com nomenclaturas diferentes como "Segunda Divisão", "Segunda Categoria"(Que também foi nome da terceira divisão), "Série B"(Nos anos 60) e etc.
- A segunda divisão foi disputada em caráter amador com acesso até 1963. Em 1964 com a profissionalização do futebol no Amazonas, o acesso parou de ocorrer uma vez que os clubes de fora da elite eram amadores.
- A segunda divisão continuou a ser disputada após a profissionalização da Primeira Divisão, amazonense, porem, esta com clubes amadores que não mais obtinham o acesso à Primeira Divisão.
- Continuou a ser disputado como "Campeonato da Segunda Divisão" até que em dado momento, mudou de nome para "Campeonato Amazonense Amador" com 1ª e 2ª categoria, porem, como continuação histórica.
- Não se sabe ao certo o ano que a sua disputa cessou, mas há registros jornalisticos dela até meados do fim dos anos 80. De disputas dessa fase depois se profissionalizaram a Rodoviária(que estreou ainda no amadorismo) e o Libermorro(campeão da categoria em 1976). Nela, também tiveram um histórico longo de participações o Clíper, o Tarumã, o ASA entre outros.
- Nos anos 50 e 60 havia a chamada "Prova de Habilitação" ou "Lei do Acesso" onde o campeão da Segunda Divisão enfrentava o último colocado da Primeira Divisão, como forma de se qualificar a disputar na elite. Sendo derrotado, o clube continuava no segundo nível.
- 1 - Em 1945 o América estava recém filiado aos quadros da FADA e assim disputou a segunda divisão. Foi vice-campeão da categoria e assim garantiu o acesso à elite ao lado de Comercial, Eldorado e Fluminense, em 1946. O Rio Negro se afastou das competições de futebol em 1945, o que resultou numa reformulação da Primeira Divisão, já que União e Independência o acompanharam no afastamento.
- Do final da década de 50 até o último torneio antes do inicio do profissionalismo(1963) o torneio foi "incorporado" pela Primeira Divisão, passando a atender por nomenclaturas como "Primeira Divisão - Série B" ou "Primeira Divisão - Chave B"[7].

### Fase Profissional
- Campeão invicto
- O futebol amazonense se profissionalizou em 1964. A partir de então, a Segunda Divisão passou a ser o torneio dos clubes amadores.
- Depois de um período indeterminado sem disputas, a Segunda Divisão finalmente retornou em 2007, desta vez como um torneio de futebol profissional.
- Assim como nos primórdios de sua história, no retorno a Segunda Divisão contou com "times B" das principais equipes da Primeira Divisão: Nacional-AM e São Raimundo-AM disputaram o campeonato com uma equipe B em suas primeiras participações.
- Em 2011 o campeão em campo foi o Grêmio Coariense, porem, este teve seu título revogado após punição por irregularidades, com isso o campeão acabou sendo o CDC Manicoré.[9]
- Na Série B 2017.1 não houve final devido a morte de Leão Braúna, presidente do Holanda. Por conte desse incidente o Penarol abdicou de disputar a final e por isso o Holanda foi declarado campeão.[8]
- A edição de 2019 foi a primeira a não ter a participação de clubes do interior do estado.
- O torneio de 2022 contou com 9 clubes, estabelecendo um recorde na fase profissional da competição, além de contar com 4 clubes estreantes e pela primeira vez uma equipe representando o município de Parintins.[10]

## Títulos Por Clube
| Clube            | Títulos | Temporadas              |
| ---------------- | ------- | ----------------------- |
| Rio Negro        | 4       | 1917, 1921, 2008 e 2022 |
| Manaos Sporting  | 4       | 1914, 1915, 1916 e 1920 |
| Clíper           | 2       | 1956, 2020              |
| Holanda          | 2       | 2007 e 2017             |
| São Raimundo     | 2       | 1946 e 2017             |
| Operário         | 2       | 2010 e 2014             |
| América          | 2       | 1960 e 1962             |
| Nacional         | 1       | 1919                    |
| União            | 1       | 1928                    |
| Fast Clube       | 1       | 1931                    |
| Comercial        | 1       | 1945                    |
| Fluminense       | 1       | 1947                    |
| Santos           | 1       | 1955                    |
| Internacional    | 1       | 1957                    |
| Guarani          | 1       | 1958                    |
| Estrela do Norte | 1       | 1959                    |
| Labor            | 1       | 1961                    |
| Rodoviária       | 1       | 1963                    |
| Compensão        | 1       | 2009                    |
| CDC Manicoré     | 1       | 2011                    |
| Manaus           | 1       | 2013                    |
| Iranduba         | 1       | 2018                    |
| Amazonas         | 1       | 2019                    |
| Manauara         | 1       | 2021                    |
| Sete             | 1       | 2024                    |
| Itacoatiara      | 1       | 2025                    |

## Artilheiros
| Ano    | Artilheiro         | Clube                                  | Gols |
| ------ | ------------------ | -------------------------------------- | ---- |
| 2007   | Thiago Verçosa     | Nacional B (Manaus)                    | 19   |
| 2008   | Zé Rebite          | Rio Negro (Manaus)                     | 7    |
| 2009   | Branco             | Compensão (Manaus)                     | 11   |
| 2010   | Maranhão           | Rio Negro (Manaus)                     | 9    |
| 2011   | Serginho           | Holanda (Rio Preto da Eva)             | 7    |
| 2013   | Kitó               | Manaus (Manaus)                        | 3    |
| 2014   | Júnior Neymar      | Tarumã (Manaus)                        | 8    |
| 2017.1 | Ronny              | Holanda (Rio Preto da Eva)             | 6    |
| 2017.2 | Branco             | São Raimundo (Manaus)                  | 5    |
| 2018   | Raílson            | Iranduba (Iranduba)                    | 5    |
| 2019   | Maurício Magalhães | Clíper (Manaus)                        | 6    |
| 2020   | Raílson            | Clíper (Manaus)                        | 6    |
| 2021   | Abner Lincoln      | Manauara (Manaus)                      | 6    |
| 2022   | André Tavares      | Parintins (Parintins/Rio Preto da Eva) | 14   |